# Кономор ап Тутвал
Кономор ап Тутвал («Проклятый») (корн. Conomor ap Tutwal; 395—435) — король Думнонии (425—435).

## Биография
Согласно валлийским преданиям, Кономор был сыном Тутвала ап Гворемора и Грацианны. Таким образом он приходился внуком Магну Максиму.
Столицей Думнонии в это время был замок Кастлдор близ Лантиана.
В 435 году Кономор ап Тутвал умер и новым королём Думнонии стал его сын Константин ап Кономор.
По одной из версий, с ним связано происхождение сказки Синяя Борода. Его жена Трифина обнаружила секретную комнату в его замке, где находились трупы всех трёх его бывших жён. Духи сообщили ей, что они были убиты во время беременности. Забеременев, Трифина сбегает, но Кономор ловит её и обезглавливает.
Однако следует отметить, что этот сюжет также связывается с легендарным королём Комором, якобы правившем в Бретани в VI веке, что географически связывает его с Жилем де Ре.